# Gmina Memaliaj Fshat
Gmina Memaliaj Fshat (alb. Komuna Memaliaj Fshat) – gmina miejska położona w południowej części Albanii. Administracyjnie należy do okręgu Tepelena w obwodzie Gjirokastra. W 2011 roku populacja gminy wynosiła 1606 osób w tym 774 kobiet oraz 832 mężczyzn, z czego Albańczycy stanowili 76,96 a Grecy 0,06% mieszkańców. 
W skład gminy wchodzi osiem miejscowości: Memaliaj Fshat, Vasjar, Kashisht, Damës, Cërrilë, Kallëmb, Bylysh, Mirinë.